# Luc Colijn
Luc Colijn (Gant, 2 de maig de 1958) va ser un ciclista belga, professional del 1980 al 1993. Va combinar la carretera amb el ciclisme en pista. Actualment fa de director esportiu de l'equip Sport Vlaanderen-Baloise.
És el net del també ciclista Achiel Buysse.

## Palmarès en carretera
- 1979
  - 1r al Tour de Flandes amateur
- 1980
  - Vencedor d'una etapa als Quatre dies d'Hainaut Occidental
- 1982
  - 1r a la Premi Nacional de Clausura
- 1984
  - 1r a la Ronde van Midden-Zeeland
  - 1r al Gran Premi de la vila de Zottegem
- 1986
  - 1r a la Nokere Koerse
- 1989
  - 1r al Circuit de les Ardenes flamenques
- 1991
  - 1r a la Gullegem Koerse

## Palmarès en pista
- 1978
  -  Campió de Bèlgica amateur en persecució per equips
- 1979
  -  Campió de Bèlgica amateur en puntuació
  -  Campió de Bèlgica amateur en mig fons
- 1989
  - Campió d'Europa de Derny